# Гришино (Томская область)
Гри́шино — село в Молчановском районе Томской области, Россия. Входит в состав Молчановского сельского поселения.

## История
Основано в 1899 году. В 1926 году поселок Гришинский состоял из 16 хозяйств, основное население — русские. Центр Гришинского сельсовета Молчановского района Томского округа Сибирского края.

## Население
| 1926 | 2002 | 2008 | 2010 | 2012 | 2013 | 2014 |
| ---- | ---- | ---- | ---- | ---- | ---- | ---- |
| 298  | ↘194 | ↘171 | ↗175 | ↘144 | ↘143 | ↗146 |
| 2015 | 2021 |      |      |      |      |      |
| ↗147 | ↘69  |      |      |      |      |      |